# Entomologia forense

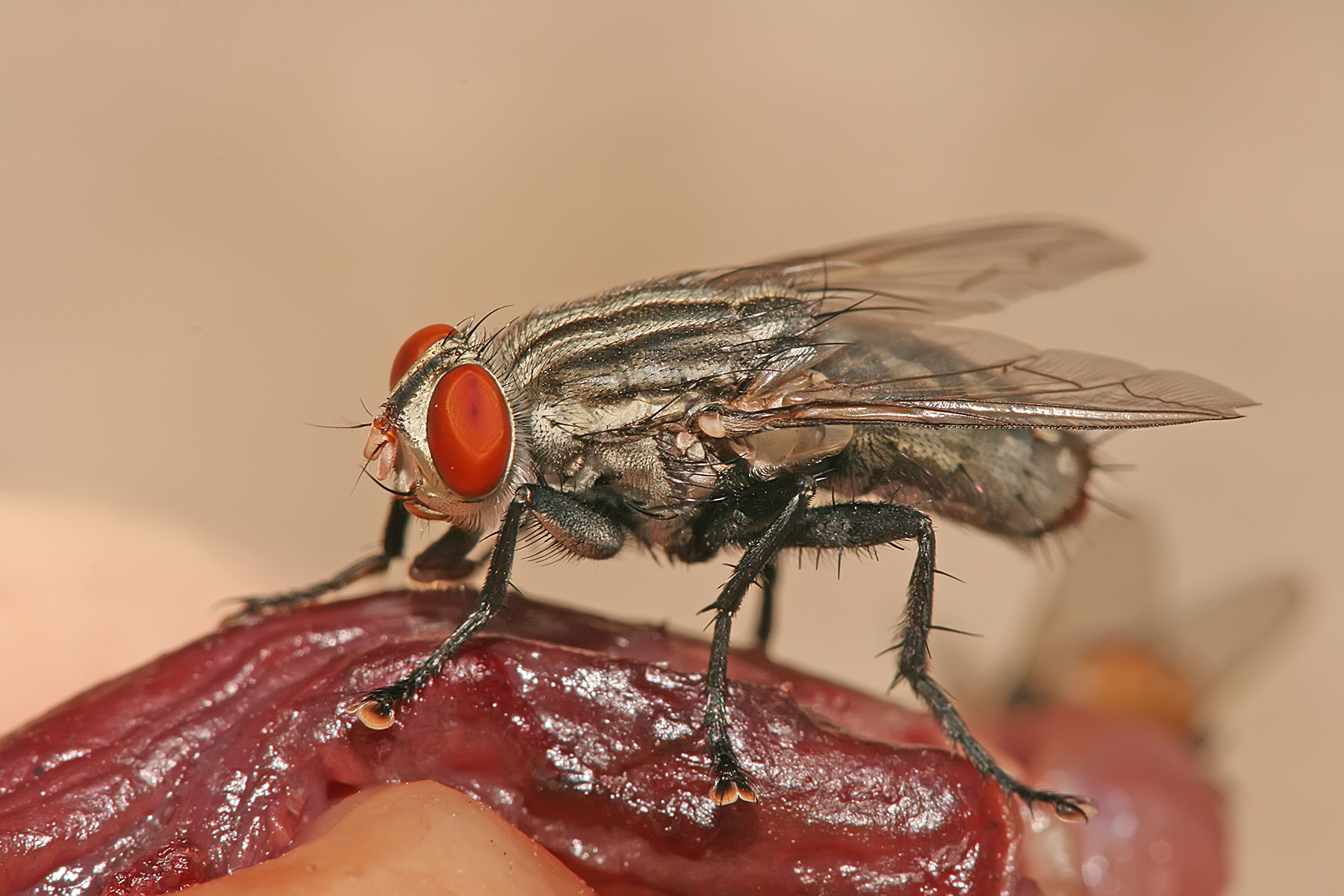
Sarcophaga nodosa menjant carn en descomposició

L' entomologia forense és aquella especialitat dins de l'entomologia aplicada que s'ocupa de l'estudi dels insectes i altres artròpodes com a proves científiques en matèries legals, especialment en casos que arriben a un tribunal de justícia. Consisteix en l'aplicació i l'estudi de la biologia dels insectes i altres artròpodes a matèries legals o criminals. Està vinculada principalment a les investigacions d'actes criminals. També se la pot utilitzar per detectar drogues o verins, determinar la localitat d'un incident i identificar la presència i el moment d'incidència de certes ferides.

## Tipus

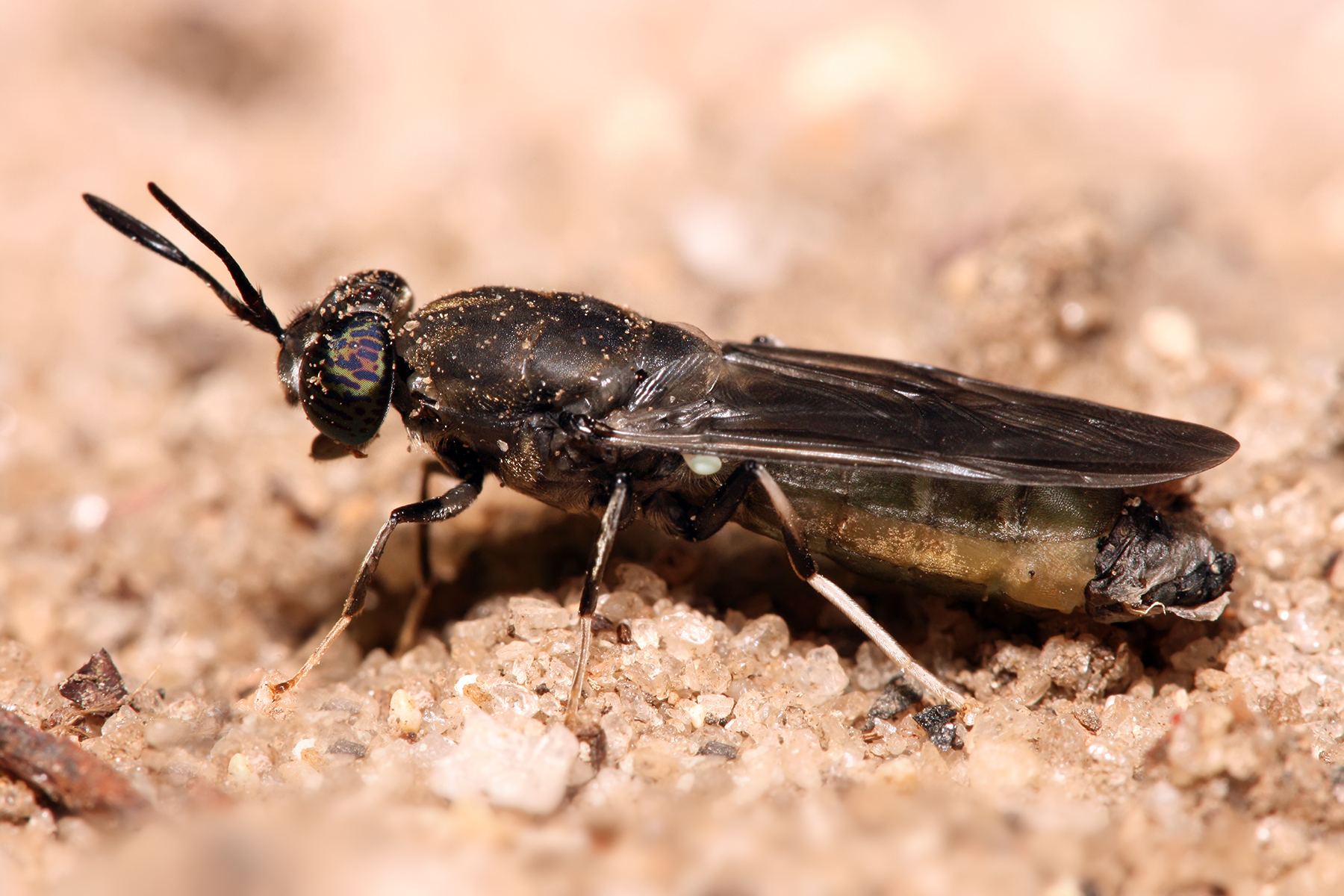
Hermetia_illucens molt emprada en entomologia metge-criminal.

L' entomologia forense es pot subdividir en tres subdisciplines: l'entomologia forense urbana, l'entomoloia de productes emmagatzemats i l'entomologia metge-criminal.
De l'entomologia urbana en són exemples les infestacions en llocs urbans que poden portar a litigis, de l'entomologia de productes emmagatzemats, els litigis per infestacions en béns de consum conservats durant el seu emmagatzematge, i de l'entomologia medicolegal: els artròpodes mostrejats durant la recerca feta en el cas d'una mort dubtosa o un crim.
Una correcta identificació i anàlisi requereixen d'estudis previs de recerca bàsica en dues grans àrees: el desenvolupament dels artròpodes en condicions de cria controlada (sobretot, temperatura i humitat relativa) i els patrons espaciotemporals de colonització i l'abandó del cadàver per part dels artròpodes (estudis succesionals).

## Aspectes biològics de l'entomologia medicolegal
La colonització dels animals per artròpodes, principalment insectes, abans o després de la seva mort, sol estar ben documentada. La colonització d'un animal abans de la seva mort pot estar associada a una ferida específica o una àrea de putrefacció. Després de la mort, la colonització també ocorre en llocs predictibles. Aquests llocs inclouen els orificis naturals del cos, com els ulls, la boca, el nas i les orelles. Altres llocs, com la regió urogenital, són colonitzats en un lapse de temps similar a les colonitzacions del cap. No obstant això, les ferides infligides en el cos de l'animal produeixen llocs alternatius de colonització. Aquests llocs podrien ser el resultat d'abusos, ferides per arma de foc, ferides per arma blanca o qualsevol altre eina que les pugui produir. Com en totes les successions, la colonització comença per certa comunitat que, a mesura que avança la putrefacció, es va modificant en la seva composició. Tals variacions en la composició de la comunitat sarcosaprófaga és la que permet estimar l'edat de la successió.
Part de l'ADN humà recollit en l'escena d'un crim pot provenir de l'aparell digestiu d'artròpodes xucladors de sang trobats en el cos o els seus voltants, com: polls (Phthiraptera: Pediculidae), chinches de llit (Hemiptera: Cimicidae), paparres, i mosquits (Diptera: Culicidae).
També pot ser útil determinar la presència de substàncies estranyes en artròpodes alimentant-se de les restes d'un cos. La entomo-toxicologia analitza els artròpodes recollits de restes en descomposició en absència de teixits tous o fluids (sense els quals no es pot fer l'anàlisi toxicològica de rutina), per poder buscar toxines com: morfina, amitriptylina, temazepam, trazodon, o 3,4-metilenedioxyanfetamina. La detecció d'aquestes substàncies pot determinar sobredosis o enverinament.
Els artròpodes recollits en un mort i en el lloc on habitava poden ser indicadors de les condicions d'higiene del lloc que hi havia quant que es trobava en aquest estat, alguns d'ells poden determinar si va existir negligència.
La identificació dels artròpodes recollits pot proveir informació sobre l'àrea geogràfica de la qual prové un cos que va ser traslladat.
Quan es necessita una identificació d'espècimens, es pot realitzar a partir de caràcters morfològics. Si els criteris morfològics fossin insuficients per aconseguir aquest propòsit, la utilització d'eines de Biologia Molecular (anàlisi d'ADN) podrien permetre una identificació més exacta. L'estimació de l'edat de cada espècimen es basa en estudis previs del seu desenvolupament en relació amb les variables ambientals.

## Cas particular: entomologia forense aplicada a l'agricultura
Quan un agent biològic envaeix un recurs agrícola, pot requerir-se del treball d'un laboratori d'entomologia per determinar si la plaga va sorgir naturalment, accidentalment o deliberadament. Per exemple, en Davies i altres col·legues (1999) van utilitzar espècimens preservats del US Department of Agriculture's Animal and Plant Health Inspection Service per reconstruir la història de la invasió de la mosca Ceratitis capitata. Usant anàlisi d'ADN, Davies i els seu equip van ser capaços de demostrar que els individus capturats a la regió d'interès en diferents anys representaven esdeveniments d'introducció diferents, en lloc de ser captures d'una única introducció que persistia en el temps amb nombres de població baixos alternats amb explosions poblacionals.
Pel que fa a les col·leccions necessàries per a la identificació i anàlisi, un informe recent (2003) del National Research Council dels Estats Units indica que cal "desenvolupar informació taxonòmica i guardar espècimens de referència per a pestes o patògens en previsió que puguin ser utilitzats en atacs bio-terroristes contra l'agricultura dels Estats Units, de manera que es pugui fer una identificació ràpida i precisa així que es descobreixi una pesta o un patogen" (NRC 2003, pàg. 91–92).